# Marigaon

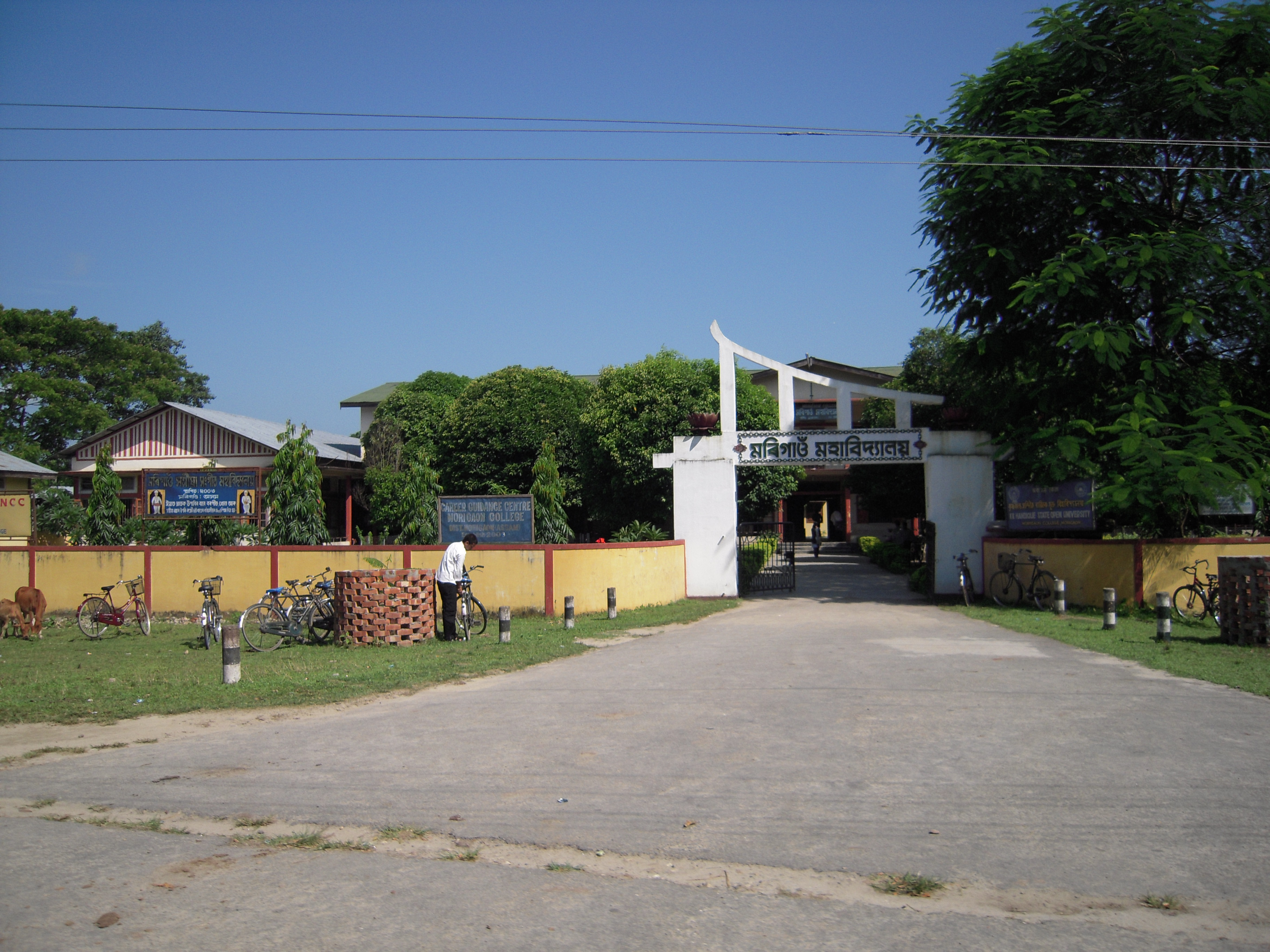
Marigaon

Marigaon (alternativt Morigaon) är en stad vid floden Brahmaputra i den indiska delstaten Assam, och är huvudort för ett distrikt med samma namn. Staden ligger 78 km från delstatshuvudstaden Dispur och hade 29 164 invånare vid folkräkningen 2011.